# Epiphany (nummer)
Epiphany is een nummer van de Amerikaanse band Bad Religion. Het is het negende nummer van het twaalfde album van de band: The Process of Belief. Met precies vier minuten duur is het het langste nummer van het album. De tekst is afkomstig van de vocalist van de band: Greg Graffin.

## Albums
Het nummer is naast het oorspronkelijke album The Process of Belief nooit op een later compilatie- of livealbum verschenen.

## Samenstelling
- Greg Graffin - Zang
- Brett Gurewitz - Gitaar
- Brian Baker - Gitaar
- Greg Hetson - Gitaar
- Jay Bentley - Basgitaar
- Brooks Wackerman - Drums
- Jerry Finn - Mixwerk

(Noot: Jerry Finn is geen officieel lid van de band.)